# Pachyanthidium lachrymosum
Pachyanthidium lachrymosum is een vliesvleugelig insect uit de familie Megachilidae. De wetenschappelijke naam van de soort is voor het eerst geldig gepubliceerd in 1879 door Smith.